# Last Train from Gun Hill
Last Train from Gun Hill is een Amerikaanse western uit 1959 onder regie van John Sturges.

## Verhaal
Wanneer de indiaanse vrouw van sheriff Matt Morgan wordt verkracht en vermoord door twee jonge cowboys, zint Morgan op wraak. Hij vindt een zadel op de plek van het misdrijf. Het blijkt het zadel te zijn van zijn vriend Craig Belden in het dorpje Gun Hill. Als hij daar aankomt, komt hij erachter dat een van de moordenaars de zoon van Belden is. Als hij de zoon van zijn vriend te pakken heeft, moet hij nog wachten op de trein van 9 uur met het halve dorp tegen hem.

## Rolverdeling
| Acteur          | Personage        |
| --------------- | ---------------- |
| Kirk Douglas    | Matt Morgan      |
| Anthony Quinn   | Craig Belden     |
| Carolyn Jones   | Linda            |
| Earl Holliman   | Rick Belden      |
| Brad Dexter     | Beero            |
| Brian G. Hutton | Lee Smithers     |
| Ziva Rodann     | Catherine Morgan |
| Bing Russell    | Skag             |
| Val Avery       | Steve            |
| Walter Sande    | Sheriff Bartlett |